# Teresa Strauss
Teresa „Tessa“ Strauss (* 18. November 1995 in Mödling) ist eine österreichische Beachvolleyballspielerin.

## Karriere
Teresa Strauss bildet ein Duo mit ihrer Zwillingsschwester Nadine Strauss. 2011 wurde sie österreichische Meisterin der U18 und Vizemeisterin bei der U20. Die U18-Europameisterschaft 2012 in Brünn beendeten die Strauss-Schwestern auf dem siebten Rang und eine Woche später kamen sie bei der U19-Weltmeisterschaft in Larnaka auf den fünften Platz. Beim Grand Slam in Klagenfurt spielten sie ihr erstes Turnier der FIVB World Tour und bei der U20-Europameisterschaft in Hartberg wurden sie Fünfte. 2013 nahmen sie an weiteren Nachwuchsturnieren teil. Nach einem 17. Platz bei der U21-WM in Umag und einem fünften Rang bei der U19-WM in Porto gewannen sie als Dritte der U20-EM in Vilnius ihre erste internationale Medaille und kamen gleich im Anschluss bei der U22-EM in Warna auf den neunten Platz. Außerdem wurden die Schwestern 2012 und 2013 österreichische U20-Meister. 2014 wurden sie nach einigen vorderen Platzierungen bei nationalen Turnieren Fünfte der U21-WM in Larnaka. Außerdem nahmen sie wieder am Klagenfurter Grand Slam teil. Bei der U20-Europameisterschaft in Cesenatico unterlagen sie erst im Endspiel dem Schweizer Duo Betschart/Eiholzer, während sie sich beim U22-Turnier in Fethiye mit dem 17. Platz begnügen mussten. 2015 waren das Schwestern-Duo international nicht aktiv, weil Teresa Strauss sich lieber auf ihr Studium konzentrieren wollte.

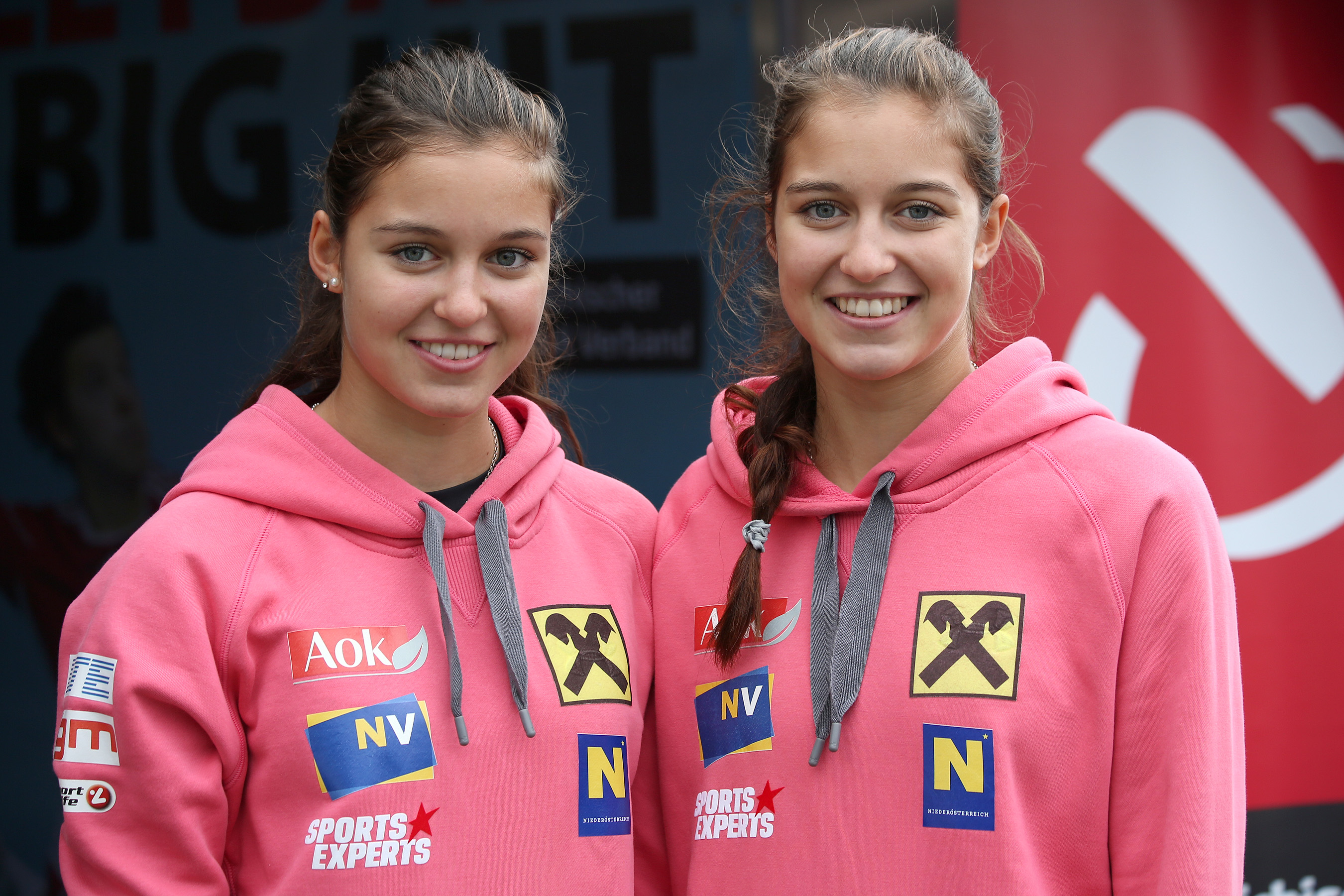
Nadine und Teresa Strauss beim Tag des Sports 2013 in Wien

2016 kehrten die Strauss-Schwestern jedoch zurück. Neben den Cincinnati Open und dem Major-Turnier in Klagenfurt spielten sie in diesem Jahr hauptsächlich CEV-Satellite-Turniere. Dabei erreichten sie einen neunten Platz in Baden sowie zweite Plätze in Timișoara und Skopje. 2017 musste sich Nadine Strauss nach dem Turnier in Xiamen einer Operation an der Schulter unterziehen. Teresa spielte die folgenden FIVB-Turniere in Rio de Janeiro und Den Haag deshalb mit Lena Plesiutschnig und Stefanie Schwaiger. Beim Baden Masters wurde sie mit Bianca Zass Neunte. Für die Weltmeisterschaft in Wien erhielt sie im Duo mit Katharina Holzer eine von drei Wildcards. Holzer/Strauss schieden dabei allerdings sieglos nach der Gruppenphase aus.
2018 war Teresa Strauss nicht aktiv. 2019 spielten die Strauss-Schwestern wieder zusammen. Anfang des Jahres wurden sie Dritte in Visakhapatnam (ein Stern). Danach gab es einige zweistellige Platzierungen bei höherwertigen Turnieren der World Tour. Danach erreichten sie den dritten Rang in Baden (ein Stern) und den neunten Platz in Edmonton (3 Sterne). Im September nahmen sie am Saisonfinale in Rom teil. 2020 wurden sie Neunte beim World-Tour-Turnier in Baden. An gleicher Stelle gewannen sie die österreichische Meisterschaft im Finale gegen Radl/Dörfler. Bei der Europameisterschaft in Jūrmala schieden sie in der Vorrunde aus. Anfang 2021 nahmen sie an der German Beach Trophy teil und gewannen das Playoff-Finale in Düsseldorf gegen Aulenbrock/Ferger.